# Vuelta a Murcia 1997
La Vuelta a Murcia 1997, diciassettesima edizione della corsa, si svolse dal 5 al 9 marzo su un percorso di 754 km ripartiti in 5 tappe, con partenza e arrivo a Murcia. Fu vinta dallo spagnolo Juan Carlos Domínguez della Kelme davanti allo spagnolo Ignacio García Camacho e allo spagnolo Santos González.

## Tappe
| Tappa  | Data    | Percorso                            | km    | Vincitore di tappa     | Leader cl. generale    |
| ------ | ------- | ----------------------------------- | ----- | ---------------------- | ---------------------- |
| 1ª     | 5 marzo | Murcia > Los Alcázares              | 204   | Massimo Strazzer       | Massimo Strazzer       |
| 2ª     | 6 marzo | Murcia > Totana                     | 160   | Ignacio García Camacho | Ignacio García Camacho |
| 3ª     | 7 marzo | Murcia > Cieza                      | 202,2 | Massimo Strazzer       | Ignacio García Camacho |
| 4ª     | 8 marzo | Murcia > Mula                       | 168   | Dmitri Konyshev        | Ignacio García Camacho |
| 5ª     | 9 marzo | Murcia > Murcia (cron. individuale) | 20,2  | Juan Carlos Domínguez  | Juan Carlos Domínguez  |
| Totale | Totale  | Totale                              | 754   |                        |                        |

## Dettagli delle tappe

### 1ª tappa
- 5 marzo: Murcia > Los Alcázares – 204 km

| Pos. | Corridore              | Squadra  | Tempo    |
| ---- | ---------------------- | -------- | -------- |
| 1    | Massimo Strazzer       | Roslotto | 5h08'06" |
| 2    | Džamolidin Abdužaparov | Lotto    | s.t.     |
| 3    | Johan Capiot           | TVM      | s.t.     |

| Pos. | Corridore        | Squadra  | Tempo    |
| ---- | ---------------- | -------- | -------- |
| 1    | Massimo Strazzer | Roslotto | 5h08'06" |

### 2ª tappa
- 6 marzo: Murcia > Totana – 160 km

| Pos. | Corridore              | Squadra       | Tempo    |
| ---- | ---------------------- | ------------- | -------- |
| 1    | Ignacio García Camacho | Kelme         | 3h57'29" |
| 2    | Marco Pantani          | Mercatone Uno | s.t.     |
| 3    | Juan Carlos Domínguez  | Kelme         | s.t.     |

| Pos. | Corridore              | Squadra | Tempo    |
| ---- | ---------------------- | ------- | -------- |
| 1    | Ignacio García Camacho | Kelme   | 9h05'35" |

### 3ª tappa
- 7 marzo: Murcia > Cieza – 202,2 km

| Pos. | Corridore              | Squadra  | Tempo    |
| ---- | ---------------------- | -------- | -------- |
| 1    | Massimo Strazzer       | Roslotto | 4h57'58" |
| 2    | Dmitri Konyshev        | Roslotto | s.t.     |
| 3    | Džamolidin Abdužaparov | Lotto    | s.t.     |

| Pos. | Corridore              | Squadra | Tempo     |
| ---- | ---------------------- | ------- | --------- |
| 1    | Ignacio García Camacho | Kelme   | 14h03'33" |

### 4ª tappa
- 8 marzo: Murcia > Mula – 168 km

| Pos. | Corridore           | Squadra  | Tempo    |
| ---- | ------------------- | -------- | -------- |
| 1    | Dmitri Konyshev     | Roslotto | 4h16'56" |
| 2    | Gianluca Pianegonda | Mapei-GB | s.t.     |
| 3    | Stefano Colagè      | Refin    | s.t.     |

| Pos. | Corridore              | Squadra | Tempo     |
| ---- | ---------------------- | ------- | --------- |
| 1    | Ignacio García Camacho | Kelme   | 18h20'29" |

### 5ª tappa
- 9 marzo: Murcia > Murcia (cron. individuale) – 20,2 km

| Pos. | Corridore              | Squadra | Tempo  |
| ---- | ---------------------- | ------- | ------ |
| 1    | Juan Carlos Domínguez  | Kelme   | 23'26" |
| 2    | Alex Zülle             | ONCE    | a 17"  |
| 3    | Ignacio García Camacho | Kelme   | a 19"  |

| Pos. | Corridore              | Squadra | Tempo     |
| ---- | ---------------------- | ------- | --------- |
| 1    | Juan Carlos Domínguez  | Kelme   | 18h44'23" |
| 2    | Ignacio García Camacho | Kelme   | a 8"      |
| 3    | Santos González        | Kelme   | a 24"     |

## Classifiche finali

### Classifica generale
| Pos. | Corridore                   | Squadra                   | Tempo     |
| ---- | --------------------------- | ------------------------- | --------- |
| 1    | Juan Carlos Domínguez       | Kelme                     | 18h44'23" |
| 2    | Ignacio García Camacho      | Kelme                     | a 8"      |
| 3    | Santos González             | Kelme                     | a 24"     |
| 4    | Claus Michael Møller        | Deportpublic-Cafes Toscaf | a 47"     |
| 5    | Alex Zülle                  | ONCE                      | a 2'26"   |
| 6    | Pavel Padrnos               | Roslotto-ZG Mobili        | a 3'00"   |
| 7    | Michel Lafis                | Team Deutsche Telekom     | a 3'02"   |
| 8    | Roberto Heras               | Kelme                     | a 3'30"   |
| 9    | Álvaro González de Galdeano | Euskadi                   | a 3'32"   |
| 10   | Manuel Beltrán              | Banesto                   | a 3'33"   |